# Persès (Titan)
Pour les articles homonymes, voir Persès.
Dans la mythologie grecque, Persès (en grec ancien : Πέρσης / Pérsēs, « le Destructeur ») est un Titan, fils de Crios et d'Eurybie, frère d'Astréos et de Pallas. Il est généralement considéré comme le père d'Hécate, qu'il aurait conçue avec Astéria (certaines traditions attribuent plutôt pour père à Hécate Persès fils d'Hélios).

## Sources
- Pseudo-Apollodore, Bibliothèque [détail des éditions] [lire en ligne] (I, 2, 2-4).
- Hésiode, Théogonie [détail des éditions] [lire en ligne] (v. 375, 404 et suiv.).
- Hygin, Fables [détail des éditions] [(la) lire en ligne] (Préface).
- Hymnes homériques [détail des éditions] [lire en ligne] (à Déméter, v. 25).
- Lycophron, Alexandra [détail des éditions] [lire en ligne] (v. 1174).